# State Street Corporation
State Street Corporation (estilizada en mayúsculas) es un holding bancario y de servicios financieros global con sede en One Congress Street en Boston, Massachusetts, Estados Unidos.  
Es el segundo banco estadounidense más antiguo en funcionamiento continuo; su predecesor, Union Bank, fue fundado en 1792.  
State Street ocupa el puesto 14 en la lista de los bancos más grandes de los Estados Unidos por activos.  
Es una de las empresas de gestión de activos más grandes del mundo con 3,7 billones de dólares bajo gestión y 40 billones de dólares bajo custodia en 2023.  
Es el banco custodio más grande del mundo y proporciona servicios de valores y es considerado un banco de importancia sistémica por el Consejo de Estabilidad Financiera.  
Junto con BlackRock y Vanguard, se considera que State Street es uno de los tres grandes administradores de fondos indexados que dominan las empresas estadounidenses. 
La empresa ocupa el puesto 316 en Fortune 500 en 2022 y está en la lista de bancos demasiado grandes para quebrar publicada por el Consejo de Estabilidad Financiera.  
Visual Capitalist lo califica como el tercer banco estadounidense por depósitos no asegurados, con un 91,2% de los depósitos no asegurados. 
La empresa lleva el nombre de State Street en Boston, conocida como la "Gran Calle hacia el Mar" en el siglo XVIII, cuando Boston se convirtió en una floreciente capital marítima. El logotipo de la empresa anteriormente incluía un clíper para reflejar la industria marítima en Boston durante este tiempo.

## Operaciones actuales

### Servicios de inversión: State Street Global Services
State Street Bank and Trust Company, también conocida como Global Services, es la división de servicios de valores de State Street que brinda a los propietarios y administradores de activos servicios de valores (por ejemplo, custodia, acciones corporativas), contabilidad de fondos (precios y valoración), administración financiera y servicios (presentación de informes, impuestos, cumplimiento y legales). Global Services maneja activos de muchas clases, incluidas acciones, derivados, fondos cotizados en bolsa, activos de renta fija, capital privado y bienes raíces. Global Services también proporciona subcontratación para actividades operativas y maneja 10,2 billones de dólares en activos de middle office. 

### Gestión de inversiones: State Street Global Advisors
State Street Global Advisors es la división de gestión de inversiones de State Street que proporciona servicios de gestión de activos, investigación y asesoramiento a corporaciones , fondos mutuos, compañías de seguros y otros inversores institucionales. Global Advisors desarrolla estrategias de gestión pasiva y activa utilizando enfoques tanto cuantitativos como fundamentales. 

#### 1993 Innovación SPDR
En 1993, la empresa creó el ETF SPDR S&P 500 Trust, el primer fondo cotizado en bolsa (ETF), y ahora es uno de los proveedores de ETF más grandes del mundo. 
Las operaciones en SPDR comenzaron el 29 de enero de 1993. 

### Mercados globales de State Street
Global Markets es el negocio de valores de State Street que ofrece servicios de investigación, negociación y préstamo de valores para divisas, acciones, renta fija y derivados. Para evitar un conflicto de intereses, la empresa no mantiene libros de negociación por cuenta propia.  
Global Markets mantiene mesas de operaciones en Boston, Hong Kong, Londres, Singapur, Sídney, Toronto, Tokio y São Paulo. 

## Historia
La empresa tiene sus raíces en Union Bank, que recibió un estatuto en 1792 del gobernador de Massachusetts, John Hancock. Fue el tercer banco fundado en Boston y su oficina estaba en la esquina de las calles State y Exchange. En 1865, Union Bank recibió un estatuto nacional y se convirtió en el National Union Bank de Boston. Posteriormente, el banco construyó una sede en las calles Washington y State. 
State Street Deposit & Trust Co abrió sus puertas en julio de 1891. El nombre se redujo a State Street Trust Company en 1897. Se convirtió en el custodio del primer fondo mutuo de EE. UU. en 1924, el Massachusetts Investors Trust (ahora MFS Investment Management). 

### SigloXX
State Street y National Union se fusionaron en octubre de 1925.  El banco fusionado tomó el nombre de State Street, pero National Union fue el sobreviviente nominal y operó bajo los estatutos de National Union, lo que le dio a la entidad actual su rango entre los bancos más antiguos de los Estados Unidos.
La empresa se fusionó con Second National Bank en 1955 y con Rockland-Atlas National Bank en 1961. 
En 1966, la empresa completó la construcción del State Street Bank Building , un nuevo edificio de oficinas centrales, la primera torre de oficinas de gran altura en el centro de Boston.
En 1972, la empresa abrió su primera oficina internacional en Múnich .
En 1973, como una empresa conjunta 50/50 con DST Systems , la compañía formó Boston Financial Data Services, un proveedor de mantenimiento de registros de accionistas, servicios de intermediación y de inversionistas, y cumplimiento normativo. State Street contrató a más de 100 altos funcionarios de IBM mientras se disponía a implementar los sistemas informáticos mainframe de IBM .
En 1975, William Edgerly se convirtió en presidente y director ejecutivo del banco y cambió la estrategia de la empresa de la banca comercial a las inversiones y el procesamiento de valores. 
Durante las décadas de 1980 y 1990, la empresa abrió oficinas en Montreal , Toronto , Dublín , Londres , París , Dubai , Sydney , Wellington , Hong Kong y Tokio . 
En 1992, la mayor parte de los ingresos de State Street procedían de tarifas por tenencia de valores, liquidación de transacciones, mantenimiento de registros y realización de contabilidad.  En 1994, la empresa formó State Street Global Advisors , una empresa global de gestión de activos.
En 1995, State Street adquirió Investors Fiduciary Trust of Kansas City por 162 millones de dólares de DST Systems y Kemper Financial Services.  En 1996, Bank of New York adquirió el negocio de servicios de fideicomisos de inversión unitarios de Investors Fiduciary Trust Co., Kansas City, Missouri. 
En 1997, State Street instaló su oficina en Singapur. 
En 1999, State Street vendió sus negocios de banca comercial y minorista a Citizens Financial Group . 

### SigloXXI
En 1990 se fundó State Street Bank Luxemburgo y, a partir de 2018, es el mayor actor en la industria de fondos del país por activos. 
En 2003, la empresa adquirió la división de servicios de valores del Deutsche Bank por 1.500 millones de dólares.  La empresa también vendió su negocio de fideicomisos corporativos a US Bancorp por 725 millones de dólares.  También en 2003, State Street vendió su negocio de gestión de activos privados a US Trust . 
En julio de 2007, la empresa adquirió Investors Bank & Trust por 4.500 millones de dólares. 
En octubre de 2008, el Departamento del Tesoro de los Estados Unidos invirtió 2.000 millones de dólares en la empresa como parte del Programa de Alivio de Activos en Problemas y, en julio de 2009, la empresa se convirtió en la primera empresa financiera importante en reembolsar al Tesoro. 
En 2010, la empresa adquirió Mourant International Finance Administration.  También adquirió el grupo de servicios de valores de Intesa Sanpaolo por 1,87 mil millones de dólares.  En diciembre de 2010, la empresa anunció que recortaría un 5% de su fuerza laboral y reduciría efectivamente los salarios por hora de los empleados restantes en un 10% mediante un aumento de las horas de trabajo estándar. 
En noviembre de 2011, la empresa fue nombrada entre los 29 bancos sistémicos del mundo. 
En 2012, la empresa adquirió Goldman Sachs Administration Services, un administrador de fondos de cobertura, por 550 millones de dólares. 
En noviembre de 2014, la empresa vendió SSARIS Advisors, su unidad de fondos de cobertura , a la alta dirección. 
En 2016, State Street lanzó un programa llamado Beacon, centrado en reducir costos y mejorar la tecnología de informes.  Su principal objetivo era reducir su fuerza laboral estadounidense para aumentar las ganancias por más de 2.500 millones de dólares (cifras de 2018). [ cita necesaria ] También en 2016, la empresa adquirió el negocio de gestión de activos de General Electric . 
En 2017, la empresa anunció que Jay Hooley, el director ejecutivo de la empresa, se jubilaría y sería sucedido por Ronald P. O'Hanley, entonces vicepresidente, presidente y director ejecutivo de State Street Global Advisors. 
En 2018, State Street completó la adquisición de Charles River Development, un proveedor de software de gestión de inversiones de Burlington, Massachusetts .  El acuerdo se cerró el 1 de octubre de 2018, a un costo de aproximadamente $ 2.6 mil millones que se financiarán mediante la suspensión de la recompra de acciones y la emisión de capital común y preferente.  La noticia de la adquisición provocó una caída de las acciones de State Street de casi el 10% y los precios de las acciones se mantuvieron estables desde la compra. 
En enero de 2019, State Street anunció que planeaba despedir a 1.500 empleados, aumentando el número a 2.300 en julio.  Durante ese período, la empresa trasladó su fuerza laboral de los Estados Unidos a países como China, India y Polonia y operó bajo una congelación de contrataciones.  El aumento de la contratación en el extranjero resultó en una ganancia neta de empleo de más de 3.000 personas. 
En septiembre de 2021, State Street acordó comprar el negocio de servicios para inversores de Brown Brothers Harriman & Co. por 3.500 millones de dólares en efectivo.  Tras un escrutinio continuo para recibir las aprobaciones regulatorias, se acordó mutuamente abandonar el acuerdo en noviembre de 2022. 